# Abdul Latif Jameel Poverty Action Lab
Pour les articles homonymes, voir Latif (homonymie).
Le Abdul Latif Jameel Poverty Action Lab (ou J-PAL ou encore Poverty Action Lab) est un réseau de chercheurs en économie créé en 2003 et basé à Cambridge, aux États-Unis. Ces chercheurs utilisent la méthode des expériences de terrain à grande échelle pour évaluer les politiques sociales de lutte contre la pauvreté. 
Le Poverty Action Lab a été créé en 2003 sous la forme d'un centre de recherche au sein du département d’économie du Massachusetts Institute of Technology (MIT) par les professeurs Abhijit Banerjee, Esther Duflo et Sendhil Mullainathan. Le laboratoire reçoit en 2005 trois dons importants de la part de Mohammed Abdul Latif Jameel, un ancien élève du MIT : le nom du donateur est ajouté au nom du laboratoire en reconnaissance de ses dons. En 2010, le projet se dote d'un conseil d'administration.